# Togacantha
Togacantha nordviei es una especie de araña araneomorfa de la familia Araneidae. Es el único miembro del género monotípico Togacantha. Es originaria de África subsahariana.